# (14331) 1981 EC26
A (14331) 1981 EC26 a Naprendszer kisbolygóövében található aszteroida. Schelte J. Bus fedezte fel 1981. március 2-án.